# Faut pas jouer avec les vierges
Pour plus de détails, voir Fiche technique et Distribution.
Faut pas jouer avec les vierges (Zenabel - Davanti a lei tremavano tutti gli uomini) est un film italien réalisé par Ruggero Deodato et sorti en 1969.

## Synopsis
Le film se déroule en 1627 et concerne une jeune femme, nommée Zenabel, qui découvre qu'elle est la fille d'un duc tué par le baron espagnol Imolne. Zenabel rassemble un groupe de femmes pour combattre Imolne et se venger.

## Fiche technique
Sauf indication contraire, les informations mentionnées dans cette section peuvent être confirmées par la base de données cinématographiques IMDb,  présente dans la section « Liens externes ».
- Titre original : Zenabel - Davanti a lei tremavano tutti gli uomini[1] (litt. « Zenabel, tous les hommes tremblaient devant elle »)
- Titre français : Faut pas jouer avec les vierges ou Mieux vaut un homme aujourd'hui qu'un cheval demain[2] ; (version pornographique : La Furie du désir ou Viens, j'aime ça ![3])
- Réalisation : Ruggero Deodato
- Scénario : Gino Capone, Ruggero Deodato, Antonio Racioppi
- Photographie : Roberto Reale (it)
- Montage : Antonietta Zita (it)
- Musique : Bruno Nicolai
- Décors : Elena Ricci Poccetto
- Costumes : Angela Passalacqua
- Maquillage : Sergio Angeloni
- Production : Mauro Parenti, Andrea Fantasia, Claude Pierson
- Société de production : Industrie cinematografiche artistiche romane (I.C.A.R.), Pierson Productions, Gemini Pictures International
- Pays de production :  Italie -  France
- Langues originales : italien
- Format : Couleur - 1,85:1 - Son mono - 35 mm
- Genre : Comédie érotico-historique[2]
- Durée : 99 minutes
- Dates de sortie: 
  - Italie : 12 décembre 1969
  - France : 12 juin 1974[2] ; (version pornographique : 3 novembre 1976[3])

## Distribution
- Lucretia Love : Zenabel
- John Ireland : Don Alonso Imolne
- Lionel Stander : Pancrazio
- Nicola Mauro Parenti : Gennaro
- Fiorenzo Fiorentini : Cecco
- Elisa Mainardi : Une amie de Zenabel
- Luigi Leoni (it) : Baldassarre
- Ignazio Leone : Le gardien
- Nassir Cortbawi
- Christine Haydar (sous le nom de « Christine Davray »)
- Fiammetta Baralla (sous le nom de « Beatrice Benzi »)  : Une amie de Zenabel
- Agostino De Simone
- Carlo Pisacane : Le mendiant
- Andrea Scotti : Don Carlos
- Dominique Badou
- Vera Drudi
- Nello Pazzafini : Le capitaine à l'auberge
- Adriana Alben
- Vincenzo Monteduro
- Elide Fabiani
- Mario Cecchi
- Fabio Yepes de Acedevo
- Dada Gallotti : Carmelita
- Geneviève Audry
- Margherita Simoni
- Anna Recchimuzzi
- Alessandro Perrella
- Giovanni De Grazia
- Franca Licastro
- Italo Guitto
- Liliana Fioramonti
- Antonella Ippoliti
- Antonella De Paolis
- Pietro Torrisi

## Production
Faut pas jouer avec les vierges est la seconde collaboration entre le réalisateur Ruggero Deodato et le producteur et acteur Mauro Parenti, après Phénoménal et le trésor de Toutânkhamon sorti un an plus tôt. Le rôle-titre revient à Lucretia Love, l'épouse de Parenti à l'époque, et Parenti a également tenu à incarner un personnage, qui sera finalement celui du bandit Gennaro. John Ireland joue quant à lui le rôle de l'antagoniste, le Baron Alfonso Imolde.
Le long-métrage a été tourné intégralement dans le Latium, à Bracciano, une commune de la ville métropolitaine de Rome Capitale ainsi qu'à Tuscania dans la province de Viterbe. Deodato a rapporté que le jour du tournage de la scène sur la grand-place de Tuscania où Zenabel est mise sur le bûcher, l'acteur John Ireland avait disparu. Ireland était à l'hôtel Hilton à Rome en attendant de recevoir le chèque que le producteur lui devait. Quand Ireland est finament arrivé sur le plateau, il refusa de jouer la scène où son personnage donne le signal pour enflammer le bûcher de Zenabel,. Ireland a déclaré ne pas vouloir jouer la scène puisqu'il ne comprenait pas les motivations de son personnage. Deodato a finalement demandé à Ireland de porter comme un bébé un acteur nain dans ses bras qui serait chargé de donner le signal, ce qu'Ireland a finalement accepté de faire.

## Sortie
Le film est sorti en Italie le 12 décembre 1969, ce qui a coïncidé avec le jour de l'attentat de la piazza Fontana qui a causé un émoi profond dans la société italienne. Par conséquent, le critique de cinéma Roberto Curti a déclaré que le film a été un désastre financier.
Deodato a déclaré plus tard qu'il s'était impliqué corps et âme dans Faut pas jouer avec les vierges, mais que le film a pâtit du manque d'une protagoniste féminine populaire.
En France, le film est d'abord sorti tel quel le 12 juin 1974 dans les salles françaises. Puis il est ressorti le 3 novembre 1976 sous le nom La Furie du désir, remonté et agrémenté de séquences pornographiques françaises additionnelles de Claude Pierson.